# Hortipes terminator
Hortipes terminator là một loài nhện trong họ Corinnidae.
Loài này thuộc chi Hortipes. Hortipes terminator được miêu tả năm 2000 bởi Bosselaers & Rudy Jocqué.